# 竜泉寺ウォーターパーク
竜泉寺ウォーターパーク（りゅうせんじウォーターパーク）は、愛知県名古屋市守山区竜泉寺にかつてあった、オークランド観光開発株式会社が運営していた屋外プール。2006年の夏季営業（9月終了）をもって廃業となった。

## 概要
もともと、同地には同社が1980年代後半に設置した「オークランドメイズ 竜泉寺の砦」という、ランズボローメイズ（迷路）形式のテーマパークが存在していた。それを取り壊し、1989年にプールとして再整備され開業した。
施設内には、色々な種類のウォータースライダーやプールなどがあった。営業期間は夏期（6月下旬〜9月上旬）のみ。営業時間は午前10時〜午後6時。ただし夏休み期間中は、土曜日とお盆に限り午前0時までナイター営業を実施していた。
18年間毎年営業してきたが2007年6月、公式サイト上にて閉場を告知し前年の夏季営業をもって事実上の廃業となった。
敷地内に併設するスーパー銭湯『竜泉寺の湯』（別名「スオミの湯 竜泉寺店」、同社が運営）は、改修工事により一時休業していたが、2007年12月に天然温泉施設の『竜泉寺の湯』としてリニューアルオープンし、単独で営業を継続している。

## 備考
公式サイトには割り引きクーポンの画像があり、印刷した紙を入場受付けで提示すると、入場料が割り引かれた。

## 所在地
- 愛知県名古屋市守山区竜泉寺1丁目1501番地（北緯35度13分27.3秒 東経136度59分16.7秒 / 北緯35.224250度 東経136.987972度）

## 交通手段
- ゆとりーとラインの「竜泉寺」停留所下車、徒歩約5分。

## 周辺
- 庄内川
- 竜泉寺の湯
- 竜泉寺ゴルフ練習場
- 愛知県道15号名古屋多治見線
- 龍泉寺
- 小幡緑地公園